# Straßberg (Harzgerode)
Straßberg è una frazione della città tedesca di Harzgerode.

## Amministrazione
La frazione di Straßberg è amministrata da un consiglio locale (Ortschaftsrat) di 5 membri e da un sindaco di frazione (Ortsbürgermeister).